# Nadeschda Wassiljewna Samsonowa
Nadeschda Wassiljewna Samsonowa (russisch Надежда Васильевна Самсонова; * 26. April 1924 in Kiew; † 9. Januar 2010 in Moskau) war eine sowjetische Schauspielerin und Synchronsprecherin.

## Biografie
Nadeschda Samsonowa wurde als Tochter des Militärangehörigen Wassili Akimowitsch Samsonow (1899–1963) und der Hausfrau Jelena Petrowna Samsonowa (1901–1976) geboren. 1927 zog die Familie angesichts der Aufnahme von Wassili Samsonow in die Militärakademie „M. W. Frunse“ nach Moskau. Später lebten sie auch in Jaroslawl, Tschitscha, Borsja, Nischneudinsk und Sibirien, wo der Familienvater zu Beginn des Deutsch-Sowjetischen Krieges eine Division kommandierte. Dort absolvierte Nadeschda Samsonowa die Schule und besuchte anschließend für ein Jahr die Gesangsabteilung der Burjatisch-Mongolischen Musik- und Theaterschule „P. I. Tschaikowski“ in Ulan-Ude. Im Oktober 1945 begann sie ihr Studium am Staatlichen All-Unions-Instituts für Kinematographie unter Olga Iwanowna Pyschowa und Boris Wladimirowitsch Bibikow. Nach dem Abschluss im Jahr 1950 erhielt Samsonowa ein Engagement beim Staatstheater der Kinodarsteller und war dort 30 Jahre beschäftigt.
Kurz nach ihrem Studienabschluss gab die blonde Mimin im Kriegsdrama In friedlichen Tagen (1951) ihr Filmdebüt. Es folgte eine Nebenrolle als Tochter des Armenhausvorstehers in einer Adaption von Der Revisor (1952). In den darauffolgenden Jahrzehnten war sie an weit über 100 Projekten beteiligt, neben Kinoproduktionen waren darunter auch drei Folgen der Fernsehreihe Фитиль (Fitil, 1965/66). Seit 1959 stand Samsonowa beim Gorki-Studio unter Vertrag. Ihr letzter Film und zugleich der einzige nach dem Ende der Sowjetunion war das Melodram Глаза (Glasa, 1992). Außerdem war sie an den russischsprachigen Fassungen von über 800 Filmen als Synchronsprecherin beteiligt.
Samsonowa heiratete 1946 ihren Kommilitonen Sergei Gurso (1926–1974), am 2. November 1947 kamen ihre Zwillingskinder Natalja und Sergei († 2016) zur Welt. Sie absolvierte die Schtschukin-Theaterhochschule, ihr Bruder studierte in der Schauspielabteilung des Staatlichen All-Unions-Instituts für Kinematographie. Nadeschda Samsonowa und ihre Kinder waren 1996 in einem Beitrag der Fernsehdokumentarreihe Чтобы помнили (Tschtoby pomnili) über Sergei Gurso senior zu sehen.
Nadeschda Samsonowa starb 85-jährig und wurde neben ihren Eltern auf dem Donskoi-Friedhof beigesetzt.

## Theaterarbeit (Auswahl)
- Pasuchins Tod (Smert Pasuchina) – von Michail Saltykow-Schtschedrin
- Дочь русского актёра (Dotsch russkogo aktjora) – von Pjotr Iwanowitsch Grigorjew
- Ах, сердце!.. (Ach, serdze!..) – von Wladimir Solomonowitsch Poljakow
- Das Mandat (Mandat) – von Nikolai Erdman
- Несущий в себе (Nesuschtschi w sebe) – von Lidija Petrowna Sucharewskaja

## Filmografie (Auswahl)

### Darstellerin
- 1951: In friedlichen Tagen (W mirnyje dni)
- 1959: Annuschka
- 1962: Als die Bäume groß waren (Kogda derewja byli bolschimi)
- 1963: Im Königreich der Zauberspiegel (Korolewstwo kriwych serkal)
- 1964: Grünes Licht (Seljonye ogonjok)
- 1965: Unser Zuhause (Nasch dom)
- 1965: Abenteuer im Alltag (Ot semi do dwenadzaty)
- 1966: Die Kinder des Don Quichotte (Deti Don Kichota)
- 1966: Böse Anekdote (Skwerny anekdot)
- 1967: So ein großer Junge (Takoi bolschoi maltschik)
- 1968: Schild und Schwert (Schtschit i metsch)
- 1969: Männergespräch (Muschskoi rasgowor)
- 1971: Sterne verlöschen nicht (Swesdy ne gasnjut)
- 1973: Ein Tropfen im Meer (Kaplja w more)
- 1976: Das haben wir noch nicht durchgenommen (Eto my ne prochodili)
- 1977: Prinzessin gesucht! (Prinzessa na goroschine)
- 1982: Alles verdreht (Wsjo naoborot)
- 1988: Der Freund (Drug)

### Synchronsprecherin
- 1948: Oliver Twist – für Kay Walsh
- 1956: Juha – für Assi Nortia
- 1958: Im feindlichen Lager (Ying xiong hu dan) – für Minying Hu
- 1959: Nachtzug (Pociąg) – für Teresa Szmigielówna
- 1959: Paigham – für Minoo Mumtaz
- 1960: Стубленските липи (Stublenskite lipi) – für Marija Wladimirowna Rusalijewa
- 1961: Fesseln (Pouta) – für Milada Vitova
- 1961: Das Wunder des Malachias – für Christiane Nielsen
- 1962: Älä nuolase... – für Marjatta Kallio
- 1964: Doppelt oder nichts – für Ellen Tiedtke
- 1964: La patru pasi de infinit
- 1968: Qanun Naminə – für Nasiba Seinalowa
- 1978: Däumelinchen (Oyayubi-Hime) – für Kazue Takahashi
- 1979: Aus der Hauptstadt kam ein Mädchen (Sredi ljudei)